# Connie Rasinski
Connie Rasinski (né Constantine Rasinski le 28 janvier 1907 à Torrington (Connecticut), aux États-Unis et mort le 13 octobre 1965 à Larchmont (New York)) est un dessinateur de comics et réalisateur de cartoons américain. Il a changé son nom en John Conrad Rasinski après les années 1920.

## Filmographie
- 1937 : The Saw Mill Mystery
- 1937 : Barnyard Boss
- 1938 : His Day Off
- 1938 : Happy and Lucky
- 1938 : Maid in China
- 1938 : The Last Indian
- 1938 : Eliza Runs Again
- 1938 : The Wolf's Side of the Story
- 1938 : Doomsday
- 1939 : The Orphan Duck
- 1939 : Nick of Time
- 1939 : The Owl and the Pussycat
- 1939 : Mississippi Swing
- 1939 : The Three Bears
- 1939 : Frozen Feet
- 1939 : G-Man Jitters
- 1939 : The Nutty Network
- 1939 : The Cuckoo Bird
- 1939 : Their Last Bean
- 1939 : Barnyard Egg-citement
- 1939 : Nick's Coffee Pot
- 1939 : What Happens at Night
- 1939 : The Prize Guest
- 1939 : Africa Squawks
- 1939 : Barnyard Baseball
- 1939 : The Old Fire Horse
- 1939 : Two-Headed Giant
- 1939 : The Golden West
- 1939 : Hook, Line, and Sinker
- 1939 : Sheep in the Meadow
- 1939 : The Watchdog
- 1939 : Landing of the Pilgrims
- 1939 : One Mouse in a Million
- 1939 : A Wicky, Wacky Romance
- 1939 : The Hitch-Hiker
- 1939 : The Tempermental Lion
- 1939 : The First Robin
- 1940 : Harvest Time
- 1940 : Much Ado About Nothing
- 1940 : The Baby Seal
- 1940 : It Must Be Love
- 1940 : Professor Offkeyski
- 1940 : Lucky Ducky
- 1941 : Good Old Irish Tunes
- 1941 : The Old Oaken Bucket
- 1941 : Welcome Home Stranger
- 1941 : The Frozen North
- 1941 : A Yarn About Yarn
- 1942 : Happy Circus Days
- 1942 : Sham Battle Shenanigans
- 1942 : Oh, Gentle Spring
- 1942 : Patriotic Pooches
- 1942 : All About Dogs
- 1942 : Wilful Willie
- 1942 : Life with Fido
- 1942 : Ickle Meets Pickle
- 1943 : Pandora's Box
- 1943 : Down with Cats
- 1944 : Eliza on Ice
- 1944 : The Cat Came Back
- 1944 : A Wolf's Tale
- 1945 : Fortune Hunters
- 1945 : Raiding the Raiders
- 1945 : Post War Inventions
- 1945 : It's All in the Stars
- 1945 : Mother Goose Nightmare
- 1945 : Smoky Joe
- 1945 : Mighty Mouse in Gypsy Life
- 1945 : Swooning the Swooners
- 1945 : Mighty Mouse in Krakatoa
- 1946 : Throwing the Bull
- 1946 : The Johnstown Flood
- 1946 : The Tortoise Wins Again
- 1946 : The Snow Man
- 1946 : The Uninvited Pests
- 1947 : Crying Wolf
- 1947 : Happy Go Lucky
- 1947 : Cat Trouble
- 1947 : Mighty Mouse Meets Deadeye Dick
- 1947 : Fishing by the Sea
- 1947 : One Note Tony
- 1947 : A Fight to the Finish
- 1947 : The Hitch Hikers
- 1948 : Taming the Cat
- 1948 : The Feudin' Hillbillies
- 1948 : A Sleepless Night
- 1948 : The Hard Boiled Egg
- 1948 : Out Again, in Again
- 1948 : Gooney Golfers
- 1949 : The Lyin' Lion
- 1949 : The Stowaways
- 1949 : A Truckload of Trouble
- 1949 : Paint Pot Symphony
- 1949 : Flying Cups and Saucers
- 1950 : The Fox Hunt
- 1950 : Aesop's Fable: Foiling the Fox
- 1950 : Dream Walking
- 1950 : Beauty on the Beach
- 1950 : All This and Rabbit Stew
- 1950 : Cat Happy
- 1950 : Mother Goose's Birthday Party
- 1950 : Three Is a Crowd
- 1950 : Sunny Italy
- 1951 : Song of Erin
- 1951 : Goons from the Moon
- 1951 : The Rainmakers
- 1951 : Tall Timber Tale
- 1951 : Steeple Jacks
- 1951 : The Helpful Geni
- 1951 : Movie Madness
- 1951 : Prehistoric Perils
- 1952 : Off to the Opera
- 1952 : Hansel and Gretel
- 1952 : Flipper Frolics
- 1952 : Little Anglers
- 1952 : House Busters
- 1952 : Sink or Swim
- 1952 : A Soapy Opera
- 1952 : Mouse Meets Bird
- 1952 : Pill Peddlers
- 1953 : Plumber's Helpers
- 1953 : Ten Pin Terrors
- 1953 : When Mousehood Was in Flower
- 1953 : Sparky the Firefly
- 1953 : How to Keep Cool
- 1953 : Spare the Rod
- 1953 : How to Relax
- 1953 : The Helpless Hippo
- 1954 : Satisfied Customers
- 1954 : A Howling Success
- 1954 : Tall Tale Teller
- 1954 : Blue Plate Symphony
- 1955 : A Yokohama Yankee
- 1955 : Barnyard Actor
- 1955 : Duck Fever
- 1955 : No Sleep for Percy
- 1955 : Aesop's Fable: First Flying Fish
- 1955 : An Igloo for Two
- 1955 : Good Deed Daly
- 1955 : Bird Symphony
- 1955 : Phony News Flashes
- 1955 : Little Red Hen
- 1955 : The Last Mouse of Hamelin
- 1955 : Foxed by a Fox
- 1955 : Miami Maniacs
- 1955 : Baffling Bunnies
- 1956 : Park Avenue Pussycat
- 1956 : The Clockmaker's Dog
- 1956 : Uranium Blues
- 1956 : Scouts to the Rescue
- 1956 : Hep Mother Hubbard
- 1956 : Oceans of Love
- 1956 : Lucky Dog
- 1956 : Police Dogged
- 1956 : Cloak and Stagger
- 1957 : Topsy TV
- 1957 : A Hare-Breadth Finish
- 1957 : Gag Buster
- 1957 : African Jungle Hunt
- 1957 : Daddy's Little Darling
- 1957 : The Bone Ranger
- 1957 : Gaston Is Here
- 1957 : Shove Thy Neighbor
- 1957 : Clint Clobber's Cat
- 1958 : Gaston's Baby
- 1958 : Springtime
- 1958 : Gaston, Go Home
- 1958 : Old Mother Clobber
- 1958 : Signed, Sealed, and Clobbered
- 1959 : Clobber's Ballet Ache
- 1959 : The Flamboyant Arms
- 1959 : Gaston's Mama Lisa
- 1959 : The Deputy Dawg Show (série TV)
- 1960 : The Famous Ride
- 1960 : The Misunderstood Giant
- 1960 : Aesop's Fable: The Tiger King
- 1960 : Trapeze Pleeze
- 1960 : House of Hashimoto
- 1961 : Honorable Cat Story
- 1961 : Son of Hashimoto
- 1961 : Cat Alarm
- 1962 : Home Life
- 1962 : Peanut Battle
- 1962 : To Be or Not to Be
- 1963 : Astronut
- 1963 : The Missing Genie
- 1963 : Trouble in Baghdad
- 1963 : The Hector Heathcote Show (série TV)
- 1963 : King Rounder
- 1964 : The Reformed Wolf
- 1965 : Freight Fright
- 1965 : Darn Barn
- 1965 : The Astronut Show (série TV)
- 1965 : The Toothless Beaver